# Uniwersytet Ndżameński
Uniwersytet Ndżameński (fr. Université de N’Djamena) – pierwszy i najważniejszy uniwersytet w Czadzie, założony w 1971 r. w Ndżamenie jako Uniwersytet Czadyjski (fr. L'Université du Tchad). Od 1994 r. uniwersytet nosi nazwę współczesną. Zajęcia na uczelni prowadzone są w językach francuskim i arabskim. Uniwersytet Ndżameński jest najważniejszą szkołą wyższą w Czadzie, jednym z niewielu czadyjskich uniwersytetów w ogóle oraz jednym z dwu w Ndżamenie (drugim jest prywatny Uniwersytet Króla Fajsala).
W pierwszym roku funkcjonowania uczelni (rok akademicki 1971/1972) studia rozpoczęło 200 osób. Po pierwszym pełnym cyklu nauki absolwentami zostało 45 osób w roku akademickim 1974/1975. W roku 1983/1984 uniwersytet zatrudniał 161 wykładowców, na zajęcia uczęszczało 1643 studentów.. 
Ze względu na trudną sytuację społeczno-polityczną kraju oraz trudności finansowe uniwersytet bywał w przeszłości okresowo zamykany, np. w latach 1979–1983 z uwagi na toczącą się w kraju wojnę domową zajęcia w uniwersytecie nie odbywały się w ogóle.
Obecnie na studia uczęszcza około 6000 studentów. Obecnym rektorem uczelni jest dr Malloum Soultan.
Uniwersytet posiada dwa kampusy:
- kampus d'Ardep Djoumal
- kampus de Farcha (Wydział Nauk Ścisłych i Stosowanych)

Obecnie realizowana jest budowa nowego kampusu uniwersyteckiego w miejscowości Toukra, położonej w odległości ok. 10 na południe od Ndżameny. Prace rozpoczęto 14 października 2008. Kampus został oficjalnie oddany do użytku na początku grudnia 2011 r. Na obszarze obejmującym 3 tys. hektarów mieszczą się obiekty uniwersyteckie poszczególnych wydziałów naukowych, jak również biura i mieszkania wykładowców, przychodnia, kompleks sportowy oraz posterunek policji. 

## Wydziały uniwersytetu[5]
- Wydział Nauk Ścisłych i Stosowanych
  - matematyka
  - fizyka
  - chemia
  - biologia
  - geologia
  - paleontologia
  - elektromechanika
  - informatyka

- Wydział Prawa i Nauk Ekonomicznych
  - prawo cywilne
  - prawo publiczne
  - zarządzanie
  - nauki ekonomiczne

- Wydział Piśmiennictwa i Nauk Humanistycznych
  - studia językowe
  - piśmiennictwo współczesne
  - filozofia
  - socjologia
  - geografia
  - historia
  - język angielski
  - językoznawstwo arabskie
  - nauki techniczne i komunikacja

- Wydział Nauk o Zdrowiu
  - medycyna
  - chirurgia
  - ginekologia i położnictwo
  - pediatria
  - zdrowie publiczne
  - nauki biologiczne

- Narodowy Instytut Nauk Humanistycznych
  - problemy narodowe